# Новопетрівське (Васильківський район)
Новопетрівське — колишнє село в Україні, Васильківському районі Дніпропетровської області. Чисельність населення за даними 1990 року становила 20 осіб. Було розташоване на лівому березі річки Соломчина, у кілометрі нижче за течією від села Новоіванівка, і в кілометрі вище за течією від села Аврамівка. Зняте з обліку 11 березня 1993 року.